# Championnats d'Europe de natation 1987
Navigation
Sofia 1985 Bonn 1989
La 18e édition des Championnats d'Europe de natation se déroule du 16 au 23 août 1987 au centre nautique de Schiltigheim près de Strasbourg, en France. Le pays accueille pour la seconde fois de son histoire cet événement organisé par la Ligue européenne de natation après l'édition 1931 disputée à Paris. Quatre disciplines de la natation — natation sportive, natation synchronisée, plongeon et water polo — figurent au programme, composé de 41 épreuves.

## Résultats

### Natation sportive

#### Hommes
| Épreuve                | Médaille d'or                                                                                   | Médaille d'argent                                                                               | Médaille de bronze                                                                                        |
| Nage libre             |                                                                                                 |                                                                                                 | |
| 50 m                   | Jörg Woithe Allemagne de l'Est 22 s 66                                                          | Gennadiy Prigoda Union soviétique 22 s 73                                                       | Stefan Volery Suisse 22 s 75                                                                              |
| 100 m                  | Sven Lodziewski Allemagne de l'Est 49 s 79                                                      | Stéphan Caron France 49 s 88                                                                    | Dirk Richter Allemagne de l'Est 50 s 35                                                                   |
| 200 m                  | Anders Holmertz Suède 1 min 48 s 44                                                             | Giorgio Lamberti Italie 1 min 48 s 68                                                           | Michael Gross Allemagne de l'Ouest 1 min 49 s 02                                                          |
| 400 m                  | Uwe Dassler Allemagne de l'Est 3 min 48 s 95                                                    | Rainer Henkel Allemagne de l'Ouest 3 min 49 s 28                                                | Thomas Fahrner Allemagne de l'Ouest 3 min 49 s 82                                                         |
| 1 500 m                | Rainer Henkel Allemagne de l'Ouest 15 min 2 s 23                                                | Uwe Dassler Allemagne de l'Est 15 min 2 s 30                                                    | Stefan Pfeiffer Allemagne de l'Ouest 15 min 3 s 06                                                        |
| Dos                    |                                                                                                 |                                                                                                 | |
| 100 m                  | Sergey Zabolotnov Union soviétique 56 s 06                                                      | Frank Baltrusch Allemagne de l'Est 56 s 40                                                      | Frank Hoffmeister Allemagne de l'Ouest 56 s 71                                                            |
| 200 m                  | Sergey Zabolotnov Union soviétique 1 min 59 s 35                                                | Igor Polyansky Union soviétique 1 min 59 s 37                                                   | Frank Baltrusch Allemagne de l'Est 2 min 0 s 22                                                           |
| Brasse                 |                                                                                                 |                                                                                                 | |
| 100 m                  | Adrian Moorhouse Royaume-Uni 1 min 2 s 13                                                       | Dmitriy Volkov Union soviétique 1 min 2 s 43                                                    | Gianni Minervini Italie 1 min 2 s 66                                                                      |
| 200 m                  | József Szabó Hongrie 2 min 13 s 87                                                              | Sergey Sokolovskiy Union soviétique 2 min 14 s 97                                               | Adrian Moorhouse Royaume-Uni 2 min 15 s 78                                                                |
| Papillon               |                                                                                                 |                                                                                                 | |
| 100 m                  | Andy Jameson Royaume-Uni 53 s 62                                                                | Michael Gross Allemagne de l'Ouest 53 s 76                                                      | Benny Nielsen Danemark 54 s 08                                                                            |
| 200 m                  | Michael Gross Allemagne de l'Ouest 1 min 57 s 59                                                | Benny Nielsen Danemark 1 min 57 s 74                                                            | Vadim Yaroshchuk Union soviétique 1 min 58 s 51                                                           |
| Quatre nages           |                                                                                                 |                                                                                                 | |
| 200 m                  | Tamás Darnyi Hongrie 2 min 0 s 56                                                               | Vadim Yaroshchuk Union soviétique 2 min 1 s 67                                                  | Raik Hannemann Allemagne de l'Est 2 min 2 s 30                                                            |
| 400 m                  | Tamás Darnyi Hongrie 4 min 15 s 42                                                              | József Szabó Hongrie 4 min 18 s 30                                                              | Patrick Kühl Allemagne de l'Est 4 min 18 s 67                                                             |
| Relais                 |                                                                                                 |                                                                                                 | |
| 4 × 100 m nage libre   | Allemagne de l'Est Dirk Richter Thomas Flemming Steffen Zesner Sven Lodziewski 3 min 19 s 17    | Allemagne de l'Ouest Peter Sitt Michael Gross Rolf-Dieter Maltzann Thomas Fahrner 3 min 20 s 51 | Union soviétique Gennadiy Prigoda Vladimir Shemetov Venyamin Tayanovich Vladimir Tkatchenko 3 min 21 s 14 |
| 4 × 200 m nage libre   | Allemagne de l'Ouest Peter Sitt Rainer Henkel Thomas Fahrner Michael Gross 7 min 13 s 10 RM     | Allemagne de l'Est Lars Hinneburg Thomas Flemming Steffen Zesner Sven Lodziewski 7 min 14 s 27  | Suède Tommy Werner Michael Söderlund Anders Holmertz Markus Eriksson 7 min 21 s 31                        |
| 4 × 100 m quatre nages | Union soviétique Igor Polyansky Dmitriy Volkov Konstantin Petrov Gennadiy Prigoda 3 min 41 s 51 | Royaume-Uni Neil Cochran Adrian Moorhouse Andy Jameson Roland Lee 3 min 42 s 01                 | Allemagne de l'Est Frank Baltrusch Christian Poswiat Thomas Dressler Sven Lodziewski 3 min 43 s 90        |

### Femmes
| Épreuve                | Médaille d'or                                                                                   | Médaille d'argent                                                                      | Médaille de bronze                                                                                  |
| Nage libre             |                                                                                                 |                                                                                        | |
| 50 m                   | Tamara Costache Roumanie 25 s 50                                                                | Katrin Meissner Allemagne de l'Est 25 s 65                                             | Christiane Pielke Allemagne de l'Ouest 25 s 88                                                      |
| 100 m                  | Kristin Otto Allemagne de l'Est 55 s 38                                                         | Manuela Stellmach Allemagne de l'Est 55 s 49                                           | Tamara Costache Roumanie 56 s 11                                                                    |
| 200 m                  | Heike Friedrich Allemagne de l'Est 1 min 58 s 24                                                | Manuela Stellmach Allemagne de l'Est 1 min 58 s 95                                     | Luminita Dobrescu Roumanie 2 min 0 s 87                                                             |
| 400 m                  | Heike Friedrich Allemagne de l'Est 4 min 6 s 39                                                 | Astrid Strauss Allemagne de l'Est 4 min 7 s 71                                         | Stela Pura Roumanie 4 min 9 s 65                                                                    |
| 800 m                  | Anke Möhring Allemagne de l'Est 8 min 19 s 53                                                   | Astrid Strauss Allemagne de l'Est 8 min 32 s 24                                        | Judit Csabai Hongrie 8 min 37 s 71                                                                  |
| Dos                    |                                                                                                 |                                                                                        | |
| 100 m                  | Kristin Otto Allemagne de l'Est 1 min 1 s 86                                                    | Svenja Schlicht Allemagne de l'Ouest 1 min 2 s 21                                      | Kathrin Zimmermann Allemagne de l'Est 1 min 2 s 55                                                  |
| 200 m                  | Cornelia Sirch Allemagne de l'Est 2 min 10 s 20                                                 | Kathrin Zimmermann Allemagne de l'Est 2 min 12 s 23                                    | Svenja Schlicht Allemagne de l'Ouest 2 min 12 s 72                                                  |
| Brasse                 |                                                                                                 |                                                                                        | |
| 100 m                  | Silke Hörner Allemagne de l'Est 1 min 7 s 91                                                    | Manuela Dalla Valle Italie 1 min 9 s 66                                                | Sylvia Gerasch Allemagne de l'Est 1 min 9 s 83                                                      |
| 200 m                  | Silke Hörner Allemagne de l'Est 2 min 27 s 49                                                   | Ingrid Lempereur Belgique 2 min 29 s 79                                                | Svetlana Kuzmina Union soviétique 2 min 29 s 88                                                     |
| Papillon               |                                                                                                 |                                                                                        | |
| 100 m                  | Kristin Otto Allemagne de l'Est 59 s 52                                                         | Birte Weigang Allemagne de l'Est 59 s 42                                               | Catherine Plewinski France 59 s 89                                                                  |
| 200 m                  | Kathleen Nord Allemagne de l'Est 2 min 8 s 85                                                   | Birte Weigang Allemagne de l'Est 2 min 9 s 60                                          | Stela Pura Roumanie 2 min 11 s 56                                                                   |
| Quatre nages           |                                                                                                 |                                                                                        | |
| 200 m                  | Cornelia Sirch Allemagne de l'Est 2 min 15 s 04                                                 | Daniela Hunger Allemagne de l'Est 2 min 15 s 27                                        | Noemi Lung Roumanie 2 min 15 s 84                                                                   |
| 400 m                  | Noemi Lung Roumanie 4 min 40 s 21                                                               | Elena Dendeberova Union soviétique 4 min 42 s 62                                       | Kathleen Nord Allemagne de l'Est 4 min 44 s 09                                                      |
| Relais                 |                                                                                                 |                                                                                        | |
| 4 × 100 m nage libre   | Allemagne de l'Est Kristin Otto Manuela Stellmach Katrin Meissner Heike Friedrich 3 min 42 s 58 | Pays-Bas Marianne Muis Diana van der Plaats Mildred Muis Karin Brienesse 3 min 46 s 49 | Allemagne de l'Ouest Stephanie Bofinger Svenja Schlicht Christiane Pielke Karin Seick 3 min 46 s 49 |
| 4 × 200 m nage libre   | Allemagne de l'Est Manuela Stellmach Astrid Strauss Anke Möhring Heike Friedrich 7 min 55 s 47  | Roumanie Luminita Dobrescu Stela Pura Anca Pătrășcoiu Noemi Lung 8 min 9 s 15          | Allemagne de l'Ouest Svenja Schlicht Heike Höller Julia Lebek Birgit Schulz-Lohberg 8 min 9 s 89    |
| 4 × 100 m quatre nages | Allemagne de l'Est Kristin Otto Silke Hörner Birte Weigang Manuela Stellmach 4 min 4 s 05       | Italie Lorenza Vigarani Manuela Dalla Valle Ilaria Tocchini Silvia Persi 4 min 10 s 04 | Allemagne de l'Ouest Svenja Schlicht Britta Dahm Susanne Schuster Christiane Pielke 4 min 10 s 92   |

### Natation synchronisée
| Épreuve | Médaille d'or | Médaille d'argent              | Médaille de bronze                            |
| Solo    | Muriel Hermine France | Alexandra Worisch Autriche     | Karin Singer Suisse                           |
| Duo     | France Muriel Hermine Karine Schuler                                                                                                   | Suisse Edith Boss Karin Singer | Union soviétique Irina Chukova Tatyana Titova |
| Équipe  | France Marianne Aeschbacher Anne Capron Catherine Hameon Muriel Hermine Anne-Caroline Mathieu Odile Petit Gaëlle Quelin Karine Schuler | Union soviétique               | Suisse                                        |

### Plongeon
| Épreuve         | Médaille d'or                       | Médaille d'argent                     | Médaille de bronze                    |
| Hommes          |                                     |                                       |                                       |
| Tremplin de 3 m | Albin Killat Allemagne de l'Ouest   | Niki Stajkovic Autriche               | Aleksandr Gladchenko Union soviétique |
| Haut vol à 10 m | Georgiy Chogovadze Union soviétique | Jan Hempel Allemagne de l'Est         | Arsen Dzhavadian Union soviétique     |
| Femmes          |                                     |                                       |                                       |
| Tremplin de 3 m | Daphne Jongejans Pays-Bas           | Marina Babkova Union soviétique       | Brita Baldus Allemagne de l'Est       |
| Haut vol à 10 m | Yelena Miroshina Union soviétique   | Anzhela Stasyulevich Union soviétique | Silke Abicht Allemagne de l'Est       |

### Water-polo
| Épreuve | Médaille d'or | Médaille d'argent | Médaille de bronze |
| Hommes  | URSS          | Yougoslavie       | Italie             |
| Femmes  | Pays-Bas      | Hongrie           | France             |

## Tableau des médailles
| Rang  | Nation               | Or | Argent | Bronze | Total |
| ----- | -------------------- | -- | ------ | ------ | ----- |
| 1     | Allemagne de l'Est   | 18 | 13     | 10     | 41    |
| 2     | Union soviétique     | 6  | 9      | 6      | 21    |
| 3     | Allemagne de l'Ouest | 4  | 4      | 9      | 17    |
| 4     | Hongrie              | 3  | 2      | 1      | 6     |
| 5     | France               | 3  | 1      | 2      | 6     |
| 6     | Roumanie             | 2  | 1      | 5      | 8     |
| 7     | Royaume-Uni          | 2  | 1      | 1      | 4     |
| 8     | Pays-Bas             | 2  | 1      | 0      | 3     |
| 9     | Suède                | 1  | 0      | 1      | 2     |
| 10    | Italie               | 0  | 3      | 2      | 5     |
| 11    | Autriche             | 0  | 2      | 0      | 2     |
| 12    | Suisse               | 0  | 1      | 3      | 4     |
| 13    | Danemark             | 0  | 1      | 1      | 2     |
| 14    | Belgique             | 0  | 1      | 0      | 1     |
| 14    | Yougoslavie          | 0  | 1      | 0      | 1     |
| Total | Total                | 41 | 41     | 41     | 123   |

## Tableau des médailles (natation sportive uniquement)
| Rang  | Nation               | Or | Argent | Bronze | Total |
| ----- | -------------------- | -- | ------ | ------ | ----- |
| 1     | Allemagne de l'Est   | 18 | 12     | 8      | 38    |
| 2     | Union soviétique     | 3  | 6      | 3      | 12    |
| 3     | Allemagne de l'Ouest | 3  | 4      | 9      | 16    |
| 4     | Hongrie              | 3  | 1      | 1      | 5     |
| 5     | Roumanie             | 2  | 1      | 5      | 8     |
| 6     | Royaume-Uni          | 2  | 1      | 1      | 4     |
| 7     | Suède                | 1  | 0      | 1      | 2     |
| 8     | Italie               | 0  | 3      | 1      | 4     |
| 9     | France               | 0  | 1      | 1      | 2     |
| 9     | Danemark             | 0  | 1      | 1      | 2     |
| 11    | Pays-Bas             | 0  | 1      | 0      | 1     |
| 11    | Belgique             | 0  | 1      | 0      | 1     |
| 13    | Suisse               | 0  | 0      | 1      | 1     |
| Total | Total                | 32 | 32     | 32     | 96    |